# Erbo Graf von Kageneck
Erbo Graf von Kageneck (Bonn, 2 aprile 1918 – Napoli, 12 gennaio 1942) è stato un aviatore tedesco, asso dell'aviazione tedesca durante la seconda guerra mondiale.

## Biografia
Erbo Graf von Kageneck apparteneva ad una famiglia aristocratica della Renania-Vestfalia di antiche tradizioni militari: suo padre Karl era maggior generale nelle forze armate tedesche, mentre suo nonno da parte di madre, Clemens von Schorlemer, era Segretario Imperiale dell'Agricoltura. Suo fratello Clemens-Heinrich avrebbe sposato una pronipote dell'uomo più ricco di Germania dopo Krupp, il principe Guido Henckel von Donnersmarck, mentre un altro suo fratello avrebbe sposato la principessina Elisabetta Maria di Baviera.
Il conte Erbo studiò all'Accademia militare di Wahlstadt e poi intraprese il corso per ufficiali nell'accademia di volo di Amburgo, uscendone con il grado di sottotenente della Luftwaffe; partecipò poi all'invasione della Polonia. Von Kagenack ottenne le sue prime vittorie da "cacciatore solitario", come amavano farsi chiamare i piloti militari che volavano soli, conducendo una serie di blitz aerei nei Paesi Bassi, abbattendo 14 piloti britannici. Partecipò poi alla battaglia d'Inghilterra, e nel 1940 fu nominato comandante di squadriglia e quindi tenente.
Partecipò anche all'Operazione Barbarossa e ai raid su Malta, che gli valsero altre dieci vittorie aeree e la Croce del cavaliere con foglie di quercia. Von Kagenack venne poi trasferito a una squadriglia impegnata nel settore del Mediterraneo, distinguendosi nei combattimenti nei cieli del Nord Africa dove conseguì ancora altre quindici vittorie e fu nominato comandante della base militare della Luftwaffe ad Agedabia. Abbattuto dal pilota australiano capitano Clive Caldwell, riuscì a sfuggire alla fanteria britannica attraverso il deserto, venendo poi soccorso da una pattuglia di carri armati italiani. Ricoverato all'ospedale militare di Atene, venne evacuato in Italia; al primo volo dopo convalescenza, perse però il controllo e si schiantò al suolo, morendo a seguito dell'esplosione del velivolo. Fu promosso postumo al grado di capitano.